# 마그데부르크구

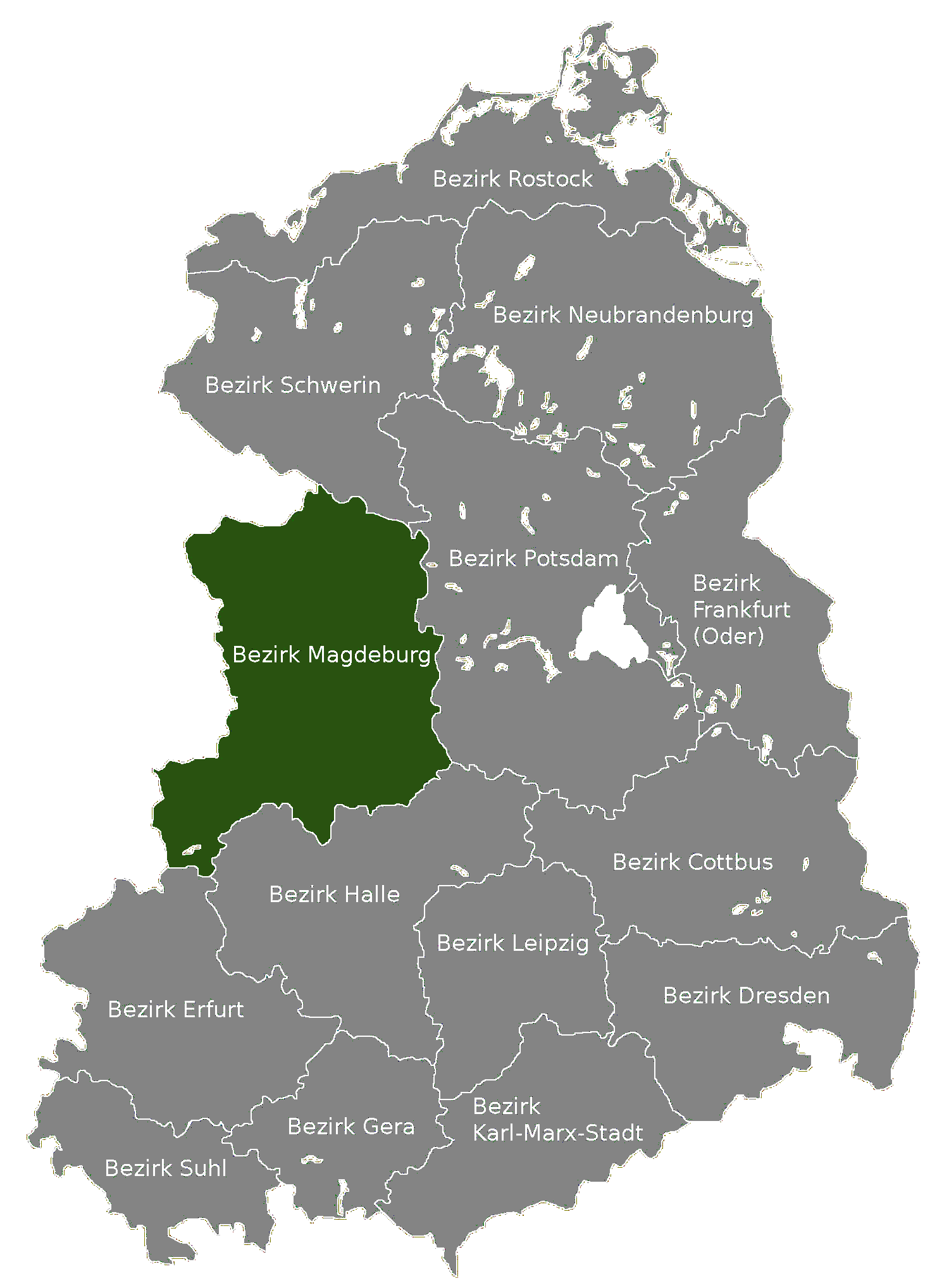
마그데부르크 구의 위치

마그데부르크구(독일어: Bezirk Magdeburg)는 과거 동독(독일 민주 공화국)에 존재했던 14개 구 가운데 하나로 구청 소재지는 마그데부르크였다.

## 행정 구역 정보
- 구청 소재지: 마그데부르크
- 면적: 11,526km2
- 인구: 1,249,500명 (1989년 당시 기준)
- 인구 밀도: 110명/km2
- 차량 번호판 코드: H, M
- 하위 행정 구역: 21개 군, 1개 시

## 역사
1952년 7월 25일에 시행된 행정 구역 개편 당시에 폐지된 주를 대신하여 신설된 14개 구 가운데 하나였다. 1990년 동서독 통일 당시에 작센안할트 주에 편입되었다.

## 지리
동독 서부에 위치한 구였으며 서쪽으로는 서독과 국경을 접하고 있었다. 북쪽으로는 슈베린 구, 동쪽으로는 포츠담 구, 남쪽으로는 할레 구, 남서쪽으로는 에르푸르트 구와 접하고 있었다.

### 하위 행정 구역
- 21개 군(Landkreise): 부르크 군(Burg), 가르델레겐 군(Gardelegen), 겐틴 군(Genthin), 할버슈타트 군(Halberstadt), 할덴슬레벤 군(Haldensleben), 하펠베르크 군(Havelberg), 칼베 군(Kalbe), 클뢰체 군(Klötze), 로부르크 군(Loburg), 오셔슬레벤 군(Oschersleben), 오스터부르크 군(Osterburg), 잘츠베델 군(Salzwedel), 쇠네베크 군(Schönebeck), 제하우젠 군(Seehausen), 슈타스푸르트 군(Staßfurt), 슈텐달 군(Stendal), 탕거휘테 군(Tangerhütte), 반츨레벤 군(Wanzleben), 베르니게로데 군(Wernigerode), 볼미르슈테트 군(Wolmirstedt), 체르프스트 군(Zerbst)
- 1개 시(Stadtkreise): 마그데부르크 시(Magdeburg)

## 같이 보기
- 마그데부르크현